# Elena Vianu
Elena Vianu (n. 5/17 noiembrie 1911, București – d. 4 noiembrie 1965, București) a fost o istorică a literaturii, traducătoare și pictoriță română. A fost soția criticului și esteticianului Tudor Vianu.

## Studii
- Liceul Marica Brâncoveanu (Școala centrală de fete), București, 1921-1929;
- Licență în Filosofie și Litere, la Universitatea din București, Facultatea de Filosofie și Litere, specialitatea Filosofie, cu mențiunea „cum laude”, 1934;
- Doctoratul la Universitatea din București, în istoria literaturii franceze, 1965, cu teza Moraliștii francezi [1].

## Activitatea
Elena Vianu, căsătorită cu Tudor Vianu la vîrsta de 19 ani, dezvoltă relativ tîrziu, după ce cîțiva ani desfășurase o activitate de pictoriță (despre care stau mărturie pînze în ulei, reprezentînd peisaje și naturi moarte), o carieră de cercetător și de profesor în domeniul literaturii franceze, care va fi scurtă dar foarte fecundă.
Debutul ei este traducerea în franceză a Poveștilor și Povestirilor lui Ion Creangă (1955), receptată în epocă drept o adevărată operă de virtuozitate.
În septembrie 1954, începe să predea, ca asistent, la Institutul de limbi străine, apoi în 1955 se transferă la Catedra de limba și literatura franceză a Facultății de Filologie din Universitatea bucureșteană, unde din 1956 trece pe post de lector, apoi din 1962 funcționează provizoriu pe post de conferențiar și este definitivată în 1964.
Se preocupă încă de la început de literatura franceză a veacului al XVII-lea, publicînd în 1956 volumul Racine. Este, începând din 1956, titulara cursului de Istoria literaturii franceze clasice, pentru care redactează în franceză Cours de Littérature française. Le XVIIe siècle și îl publică în 1962. Este primul curs tipărit al unui cadru didactic al catedrei de limbă și literatură franceză. În teza de doctorat, Moraliștii francezi, 1963, dezvoltă cercetările desfășurate pentru elaborarea unui curs special intitulat Histoire des idées morales (de Montaigne à la Révolution Française). Separat, tot sub titlul Moraliști francezi, întocmește, traduce și comentează o antologie de texte din Montaigne, Pascal, La Rochefoucauld și La Bruyère (postum, 1966).
Dezvoltând interesul pentru prozatorii francezi ai veacului al XVIII-lea (care o condusese, în ultimul an la Catedră, 1964-1965, la a ține și un curs general de Istoria Literaturii franceze a secolului al XVIII-lea), Elena Vianu începe să lucreze la o nouă carte, la îndemnul profesorului francez Antoine Adam, despre romanul francez al secolului al XVIII-lea, rămasă în stadiu de fragmente. Participă la numeroase colocvii și congrese în țară și în străinătate (Lecții la Universitatea Humboldt, Institutul de Limbi și Literaturi romanice, Berlin, mai 1960; Colocviul "J.J. Rousseau", Royaumont, iulie 1962; Colocviul "J.J. Rousseau", Collège de France, octombrie 1962; Congresul "Le Siècles des Lumières", Geneva, iulie 1963); publică articole în reviste românești și străine (Secolul 20, Viața Românească, Europe, Studies on Voltaire and the Eighteenth Century, Revue des Sciences Humaines). A publicat un volum despre Eugène Delacroix (1960), în care autoarea evocă pe pictorul francez, în culori foarte vii, în mediul romantic al epocii sale. Postum, sunt strânse unele din studiile sale de literatură franceză, sub titlul Oameni și idei, 1968 .
- Membră a Uniunii Scriitorilor (secția Critică și istorie literară)
- Medalia „M. Eminescu – I. Creangă”, 1964

## Opera

### Cărți
- Racine, editura Tineretului, București, 1956;
- Delacroix, Editura Tineretului, București, 1960; ediția a II-a, Meridiane, București, 1968
- Cours de littérature française. Le Dix-septième siècle, Editura didactică și pedagogică, București, 1962;
- Moraliștii francezi, Editura pentru literatură, București, 1963;
- Oameni și idei, Editura pentru literatură universală, București, 1968 (postum);

### Traduceri
- Ion Creangă, Oeuvres choisies : Souvenirs d'enfance, Contes, Récits, traduction des Contes et des Récits par Elena Vianu, illustrations par A. Demian, Editions „Le Livre”, Bucarest, 1955; reeditare: Ion Creangă, Opere. Œuvres. Traducere de Yves Augé și Elena Vianu, București, Meridiane, 1965;
- Moraliști francezi. Montaigne, Pascal, La Rochefoucauld, La Bruyère, texte alese, traduse și comentate de Elena Vianu, București, Editura pentru literatură universală, 1966 (postum);
- Eugen Ionescu, Teatru, vol. I-II, traduceri de Radu Popescu, Dinu Bondi, Elena Vianu, prefață și antologie de Gelu Ionescu, București, Minerva, 1970 (postum).

### Studii și articole necuprinse în volumele citate mai sus
- „Antichitate și Orient în romantismul francez", Revista de Filologie romanică și germanică, I, 1957.
- „Lettres d'un fantôme. L'esthétique de Delacroix”, in Europe, 41, 408, avril 1963, p. 91-96;
- „Delacroix et les peintres abstraits”, in Europe, 41, 409-410, mai-juin 1963;
- «De „La mouche” au „Neveu de Rameau”», in Revue des Sciences Humaines, Lille, 28, 1963, p. 503-515;
- „Saint-John Perse, poet realist?”, în Secolul 20, nr. 4, 1963;
- Prefață, la volumul: Racine, Teatru, Editura pentru literatură, București, 1959, p. 5-24;
- Prefață, la volumul: La Fontaine, Fabule, Editura Tineretului, București, 1961, p. 5-23;
- Prefață, la volumul: Balzac, Pescuitorii în apă tulbure, Editura pentru literatură, București, 1963, p. 5-13;
- Prefață, la Prosper Mérimée, "Cronica domniei lui Carol al IX-lea", Editura pentru literatură universală, București, 1963, p. 5-13.

### Colaborări în străinătate
- «„Moi” et „l’autre” dans la morale de Rousseau», in Europe, 401-402, septembre-octobre 1962, p. 217-219 ;
- „Qu’est-ce qu’un moraliste ?” in Beiträge zur romanischen Philologie, Berlin, II, 2, 1963, p. 62-76;
- „Nature et révolte dans la morale de Diderot”, in Europe, 41, 405-406, janvier-février 1963, p. 65-77.
- „Lettres d'un fantôme. L'esthétique de Delacroix”, in Europe, 41, 408, avril 1963, p. 91-96;
- „Delacroix et les peintres abstraits”, in Europe, 41, 409-410, mai-juin 1963;
- „Rivarol ou les incompréhensions de l’exil”, in Studies on Voltaire and the Eighteenth Century (edited by Theodore Besterman), XXVII (Transactions of the First International Congress on the Enlightenment, IV), Genève, Institut et Musée Voltaire, 1963, p. 1723-1734;
- „La lumière et l’ombre dans l’oeuvre de Jean-Jacques Rousseau”, in Revue des Sciences Humaines, 110, 1963 (2), p. 207-220;
- «De „La mouche” au „Neveu de Rameau”», in Revue des Sciences Humaines, 112, 1963 (4), p. 503-515;
- „Un précurseur de Diderot: le chevalier de Mouhy”, in Revue des Sciences Humaines, 112, 1963 (4);
- „Préludes ionesciens”, in Revue des Sciences Humaines, 117, 1965 (1), p. 103-111.